# Muzeum Inżynierii i Techniki w Krakowie

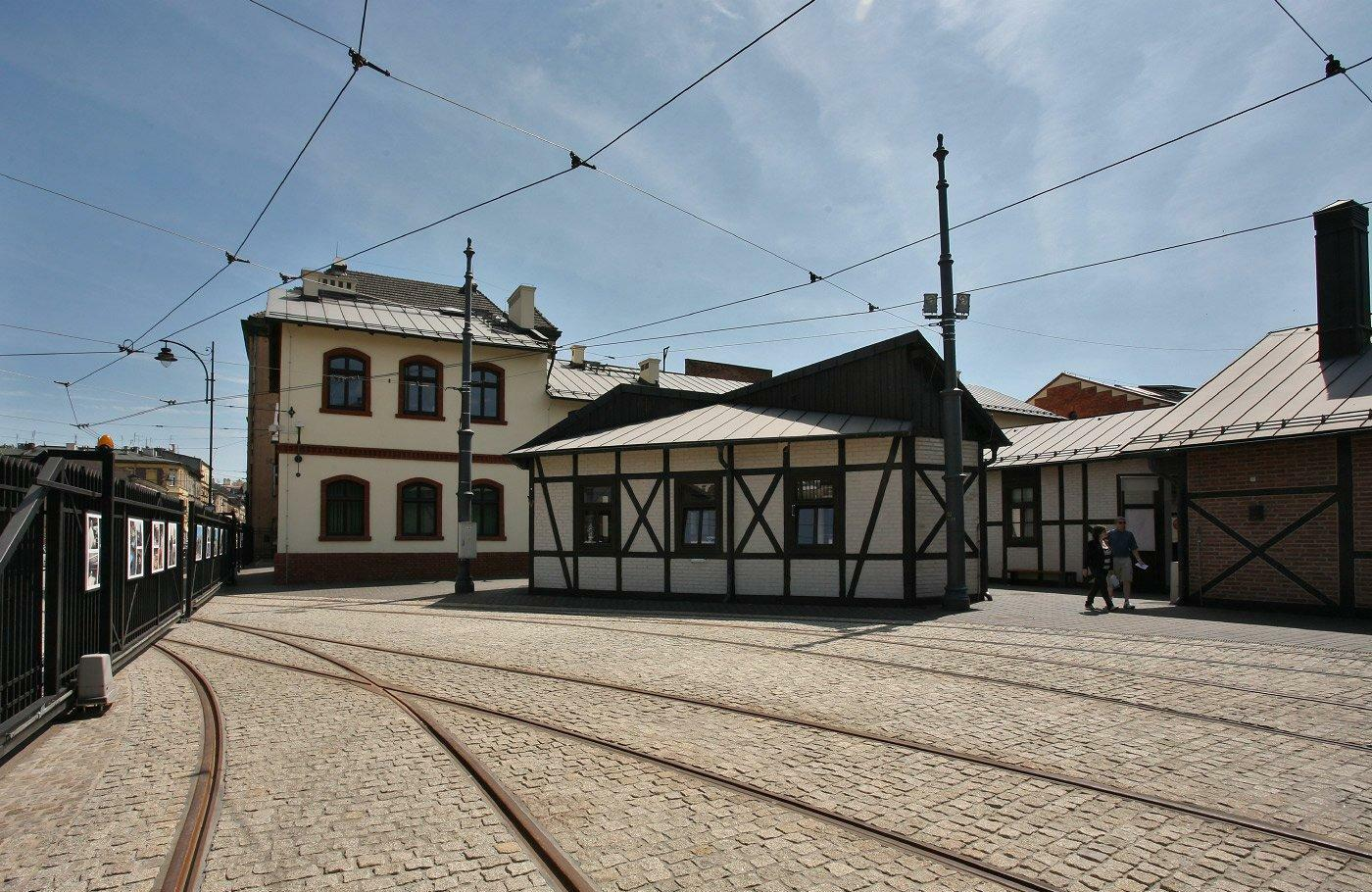
Dawna zajezdnia

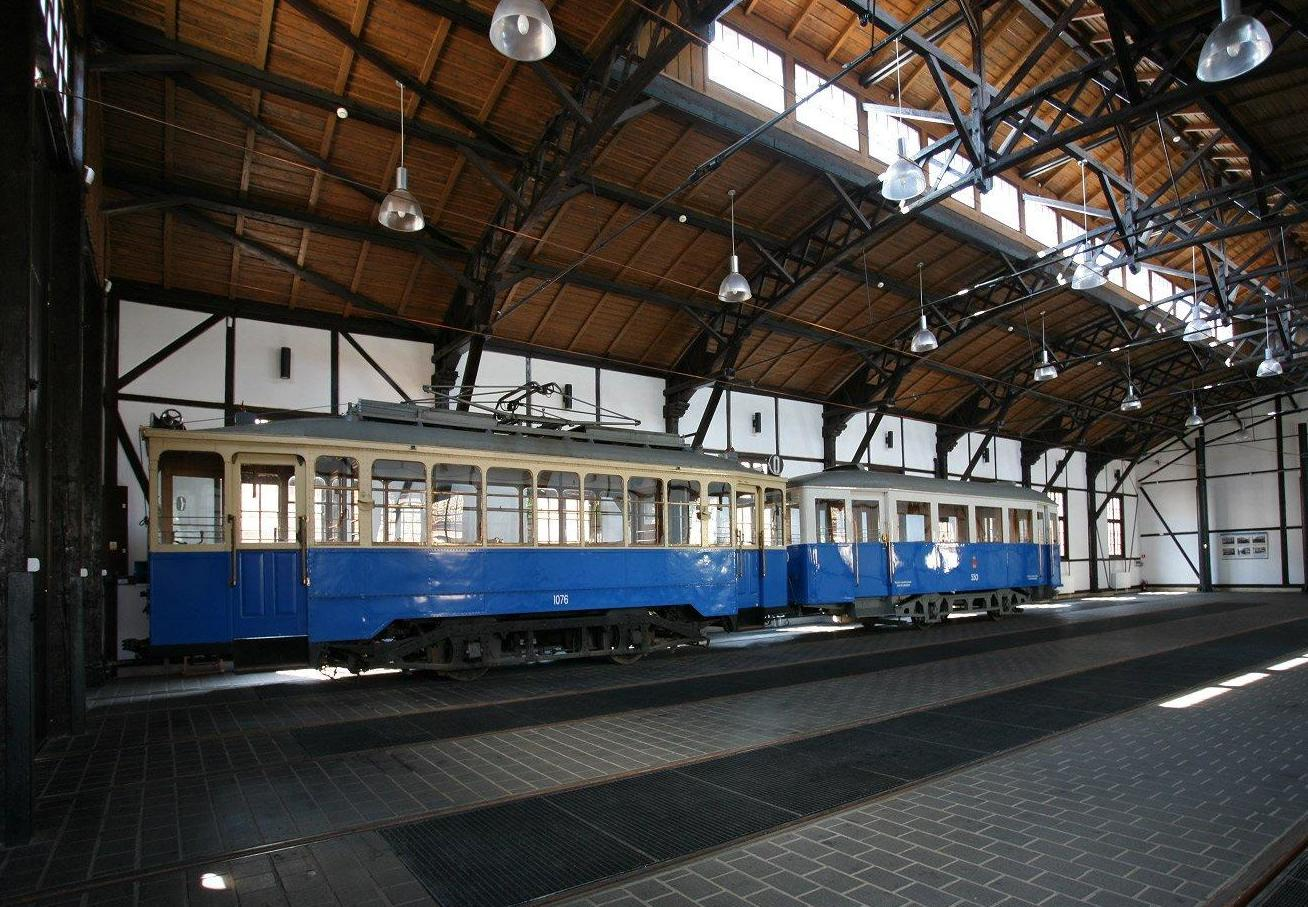
Fragment ekspozycji

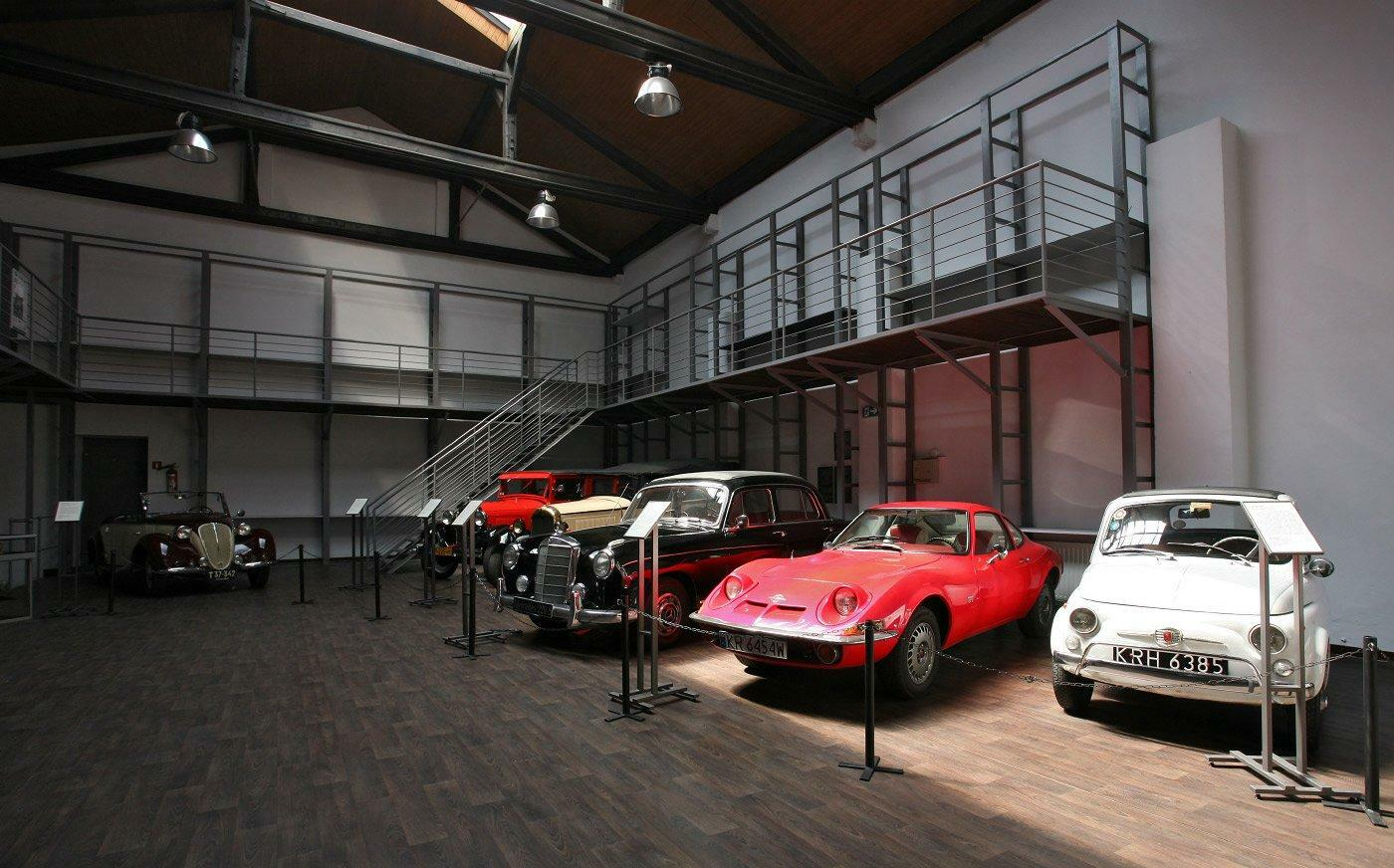
Fragment ekspozycji

Muzeum Inżynierii i Techniki w Krakowie – muzeum założone w 1998 r., mieszczące się przy ul. św. Wawrzyńca 15 w Krakowie w budynku dawnej zajezdni pierwszego wąskotorowego tramwaju elektrycznego. Gromadzi eksponaty związane z rozwojem komunikacji miejskiej, elektrowni, gazownictwa, gospodarki komunalnej oraz zabytki historii techniki. Do 11 marca 2022 r. instytucja nosiła nazwę Muzeum Inżynierii Miejskiej. Muzeum współpracuje z Miejskim Przedsiębiorstwem Komunikacyjnym w Krakowie.
Muzeum posiada dwa oddziały: Ogród Doświadczeń im. Stanisława Lema oraz Hangar Czyżyny.

## Historia
Instytucja została powołana 1 października 1998 roku przez Gminę Kraków pod nazwą Muzeum Inżynierii Miejskiej. Jako siedzibę otrzymało zabytkowe hale najstarszej krakowskiej zajezdni tramwajowej. Jest to kompleks unikatowy w skali europejskiej.
Pierwsze plany powstania Muzeum sięgają roku 1975 i obchodów stulecia krakowskiej komunikacji miejskiej. Duży wkład w organizację nowej jednostki muzealnej wniosły osoby zrzeszone w krakowskich instytucjach związanych z techniką, jak np. Sekcja Historyczna przy MPK w Krakowie, Stowarzyszenie Inżynierów i Techników Komunikacji czy Klub Miłośników Komunikacji Miejskiej. Nie sposób przecenić roli powstałego w 1990 roku Krakowskiego Towarzystwa Ochrony Zabytków Techniki, którego działania znacznie przyspieszyły organizację muzeum techniki w Krakowie.
Siedziba instytucji – kompleks przy ulicy św. Wawrzyńca 15 – była przez lata stopniowo remontowana i przystosowywane do potrzeb muzeum:
- od 2000 roku remont wozowni tramwajów elektrycznych wąskotorowych, warsztatów oraz elektrowni – obecna hala D[2]
- w latach 2006–2007 remont wozowni tramwaju konnego – obecnie hala E[2]
- w latach 2007–2008 remont hali z 1912 roku, garażu tramwajów elektrycznych normalnotorowych – obecna hala F. Doprowadzono do niej szyny, aby uruchomić Krakowską Linię Muzealną obsługiwaną przez zabytkowe tramwaje (działa czasowo)[3]
- 2008–2009 remont siedziby Krakowskiej Spółki Tramwajowej, budynku z 1882 roku, w którym obecnie mieści się administracja Muzeum[2]
- odnowienie magazynów, budynków pochodzących z 1882[2]
- remont dziedzińca muzealnego, z którego zdjęto wierzchnią warstwę (został na nim odsłonięty zabytkowy zbiornik na benzynę z 1923 roku); eksponowany obecnie pod szklaną piramidą[2].
- w 2019 roku muzeum pozyskało środki unijne na realizację projektu pn. „Rewaloryzacja zabytkowej siedziby Muzeum Inżynierii i Techniki w Krakowie na potrzeby nowoczesnego Muzeum Nauki i Techniki”[4] w ramach Programu Operacyjnego Infrastruktura i Środowisko 2014–2020, działania 8.1 oś priorytetowa VIII Ochrona Dziedzictwa Kulturowego i rozwój zasobów kultury. Przez lata ograniczone możliwości ekspozycyjne całego obiektu nie pozwalały na dalszy rozwój instytucji. Trzeba było dokonać poważnej inwestycji, żeby powiększyć przestrzeń, by móc odpowiednio zaprezentować w niej muzealne obiekty, a także organizować tematyczne wystawy czasowe. Projekt składa się z trzech etapów: przebudowa siedziby głównej przy ul. Św. Wawrzyńca 15, konserwacji obiektów i utworzenia nowej wystawy stałej. W 2021 roku zakończone zostały prace budowlane. W wyniku modernizacji została dwukrotnie powiększona przestrzeń ekspozycyjna Muzeum – obecnie to już około 6 tys. m². Utworzone zostały też nowoczesne powiązania komunikacyjnie, dzięki którym powstać może funkcjonalny układ komunikacyjny oraz logiczny ciąg zwiedzania wszystkich hal. Nowe przestrzenie pozwolą na dobrą prezentację muzealnych zbiorów. Trwają już prace nad jej powstaniem. Utworzono przestronne i komfortowe centrum obsługi zwiedzających, salę konferencyjno-edukacyjną oraz wygodną przestrzeń do odpoczynku i samodzielny sklepik muzealny. Zainstalowano oszczędne i ekologiczne technologie (fotowoltaika na dachu hali D). Dziedziniec wyposażony został w odpowiednie instalacje, dzięki czemu można wykorzystywać go do organizacji imprez plenerowych[5].

## Dyrektorzy
- Stanisław Pochwała (1998–2013)[6]
- Marek Golonka (2014–2016)[7]
- Piotr Gój (od 2017)[8]

## Status prawny i struktura organizacyjna
Muzeum działa na podstawie ustawy o muzeach, ustawę o organizowaniu i prowadzeniu działalności kulturalnej oraz statut Muzeum Inżynierii i Techniki w Krakowie nadany Uchwałą z dnia 16 lutego 2022 r. Zgodnie ze statutem muzeum jest miejską instytucją kultury wyodrębnioną pod względem prawnym i ekonomiczno-finansowym, której organizatorem jest Gmina Miejska Kraków. Nadzór nad Muzeum w sposób ogólny sprawuje Minister Kultury i Dziedzictwa Narodowego, a w sposób bezpośredni – organizator.

## Oddziały
- Ogród Doświadczeń im. Stanisława Lema w Krakowie
- Hangar Czyżny przy ul. Stella-Sawickiego[12]

## Zbiory
Muzeum Inżynierii Miejskiej gromadzi historyczne obiekty techniki, szczególnie te, które pokazują rozwój polskiej myśli inżynieryjnej, wynalazczości, przemysłu i polskich firm i zakładów przemysłowych. Zbiera dokumentację związaną z dziejami techniki, przemysłu, komunikacji zbiorowej i inżynierii miejskiej w Krakowie. 
Kolekcja muzeum liczy ponad 3 tysiące obiektów; większość z nich to różnego typu urządzenia techniczne – maszyny, narzędzia, sprzęt elektryczny i elektroniczny. Po modernizacji siedziby w 2022 roku przestrzeń wystawowa została dwukrotnie powiększona, co pozwoliło na przygotowanie wystawy stałej, prezentującej 12 dziedzin inżynierii i przedstawiającej rozwój techniki w miastach. 
Zbiory są prezentowane na wystawach czasowych takich jak: Drukarstwo krakowskie XV–XX wieku, Tramwaje na Wawrzyńca, Motokultura, Inżynieryjny portret miasta, Siarka złoto chemików, Polskie mikrosamochody, Kraków miasto ambitne, Zapomniane muzeum (o Muzeum Techniczno-Przemysłowym Adriana Baranieckiego), 110 lat tramwaju elektrycznego w Krakowie, Tu Polskie Radio 1925–2010, Dzwonki życia. Krakowska inżynieria miejska w dobie okupacyjnej 1939–45, 150 lat Gazowni Krakowskiej 1856–2006, Polskie radia i telewizory i innych.

## Wystawy edukacyjne
Muzeum Inżynierii organizuje także interaktywne wystawy związane z techniką, fizyką, chemią oraz historią, w której uczestniczy młodzież szkolna i w tym zakresie pełni funkcje muzeum nauki.
- 2018 „To takie proste” – wystawa otwarta 17 stycznia 2018 roku[28]
- 16 lutego 2016 – 31 grudnia 2017 Więcej światła[29]
- „Wokół koła”
- 11 czerwca 2003 – 28 czerwca 2009 Zabawy z nauką[30]

## Projekty
- Work With Sounds – międzynarodowy projekt muzealny, który otrzymał dofinansowanie ze środków programu Kreatywna Europa, realizowany w okresie od września 2013 do sierpnia 2015 roku wraz z pięcioma europejskimi muzeami[31]. Celem projektu było rejestrowanie zagrożonych lub zanikających dźwięków społeczeństwa przemysłowego, także odgłosów przed którymi ludzie próbowali się uchronić[32].
- 2007 – wspólnie z władzami wojewódzkimi, Muzeum Lotnictwa Polskiego i Parkiem Wodnym w Krakowie, muzeum realizowało program edukacyjny pod nazwą „Przygody z wiedzą” skierowany do uczniów szkół podstawowych, gimnazjalnych, liceów i techników. Łączył on w sobie elementy propagujące wiedzę techniczną z promocją zdrowego stylu życia[33].

## Nagrody
- 2007 Nagroda im. prof. Janusza Bogdanowskiego[34]
- 2012 Kraków Bez Barier (IV kategoria Obiekty i przestrzenie zabytkowe) nagroda dla Muzeum Inżynierii Miejskiej za dobry przykład dostosowania istniejących budynków do potrzeb osób niepełnosprawnych.
- 2016 XI Międzynarodowym Festiwal Filmów Turystycznych, Ekologicznych i Artystycznych FilmAT filmy promujące Muzeum uzyskały nagrodę za wartości edukacyjne[35]
- Muzeum zostało dwukrotnie docenione nagrodą „Sybilla” w prestiżowym Konkursie na Wydarzenie Muzealne Roku:
  - w 2003 roku III nagroda w kategorii „Wystawy przyrodnicze, techniczne i medyczne” za wystawę „Zabawy z nauką”[36]
  - w 2014 roku na XXXV Konkursie na Wydarzenie Muzealne Roku w kategorii „Wystawy przyrodnicze i techniczne” za poszerzenie oferty Ogrodu Doświadczeń im. Stanisława Lema o nowe przestrzenie edukacji przyrodniczej (Geo-gródek, Lem-birynt, Zapachowo)[37]
- 2021 r. Muzeum uzyskało nagrodę w plebiscycie „Fundusze Europejskie są w Małopolsce!” za projekt pn. „Zimowy Ogród Doświadczeń – poszerzenie oferty Ogrodu Doświadczeń im. St. Lema w Krakowie”[38].

Muzeum jest zrzeszone w międzynarodowych i krajowych organizacjach muzealnych. Jest członkiem instytucjonalnym Komitetu Narodowego ICOM POLSKA oraz komitetu ICOM CIMUSET – International Committee for Museums and Collections of Science and Technology. Należy do Middle European Union of Technical Museums (MUT), Stowarzyszenia Muzealników Polskich, Stowarzyszenia Muzeów Sztuki Inżynieryjnej oraz Stowarzyszenia „Społeczeństwo i Nauka SPiN” – więcej informacji.